# Rúben Macedo
Rúben Daniel Fonseca Macedo (sinh ngày 9 tháng 3 năm 1996) là một cầu thủ bóng đá người Bồ Đào Nha thi đấu cho FC Porto B, ở vị trí tiền đạo. Anh cũng mang quốc tịch Thụy Sĩ.

## Sự nghiệp bóng đá
Ngày 1 tháng 2 năm 2015, Macedo có màn ra mắt cho FC Porto B trong trận đấu tại Giải bóng đá hạng nhất quốc gia Bồ Đào Nha 2014–15 trước Sporting Covilhã.